# Cnestrognophos
Cnestrognophos là một chi bướm đêm thuộc họ Geometridae.

## Các loài tiêu biểu
- Cnestrognophos mutilata
- Cnestrognophos pentheri